# Шчуче (Курганска област)
Щуче (на руски: Щучье) е град в Русия, административен център на Щучански район, Курганска област. Населението на града към 1 януари 2018 е 9711 души.

## История
Селището е основано през 1655 година, през 1944 година получава статут на град.